# Max Waldau

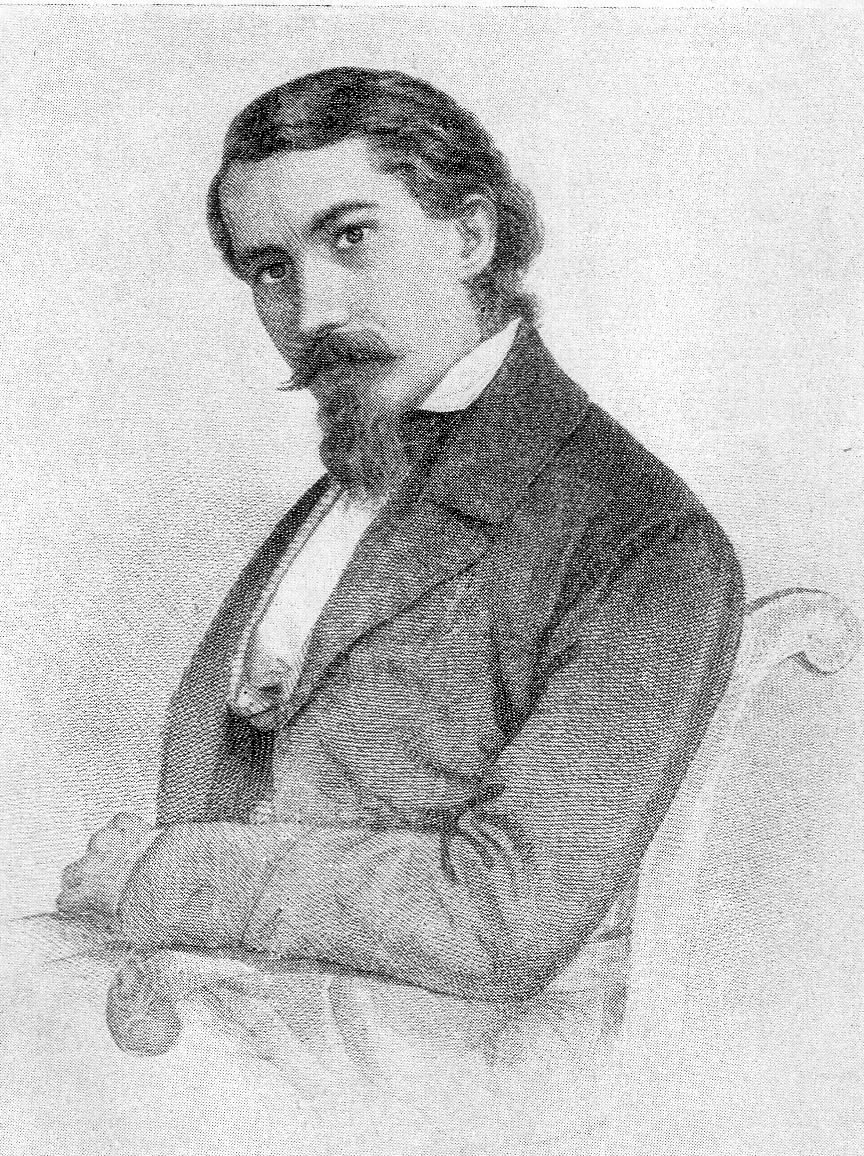
Max Waldau

Max Waldau (eigentlich Richard Georg Spiller von Hauenschild, * 25. März 1825 in Breslau, Provinz Schlesien; † 20. Januar 1855 auf Gut Tscheidt, Kreis Leobschütz, Provinz Schlesien) war ein deutscher Schriftsteller, der literarisch stets unter diesem Pseudonym auftrat.

## Leben, Werk und Wirkung
Der junge Adelige verlor früh seinen Vater, wurde häuslich, dann auf Gymnasien erzogen und studierte zunächst an der Universität Breslau Jura, war nebenbei im Corps Silesia aktiv, widmete sich dann aber bald philosophischen, philologischen und historischen Studien an der Universität Heidelberg, wo er zum Dr. phil. promovierte, weitergehende akademische Pläne aber aufgab. Nach ausgedehnten Reisen (Deutschland, Schweiz, Frankreich, Belgien, Italien) zog er sich nach der niedergeschlagenen Revolution von 1848 als Liberaler auf sein Gut in Oberschlesien zurück, wo er unerwartet früh starb.
Waldau publizierte ab 1847 Lyrik und Prosa, auch ein Kleinepos (Cordula), in zeitüblich gepflegter, künstlerisch nicht sonderlich glänzender Form, ohne eine engagierte Leserschaft zu gewinnen. Er stand dem „Jungen Deutschland“ nahe.
Auf Max Waldaus Fürsprache bei Julius Campe und seine anschließenden redaktionellen Bearbeitungen geht die Veröffentlichung von Leopold Schefers seit 1819 entstandenen „erotischen“ Frühwerken Hafis in Hellas (Hamburg 1853) und Koran der Liebe (ebd. 1855) zurück.
Sein Nachlass auf Gut Tscheidt ist in den Kampfhandlungen von 1945 verlorengegangen. – Tscheidt wurde 1936 in Maxwaldau umbenannt.

## Publikationen
- 1847: Ein Elfenmärchen
- 1847: Blätter im Winde (Gedichte)
- 1848: Kanzonen
- 1850: Aus der Junkerwelt (Roman, 2 Bände)
- 1851: Nach der Natur. Lebende Bilder aus der Zeit (Digitalisat der 2. Auflage)
- 1852: Aimiry, der Jongleur (Roman)
- 1854: Cordula. Graubündner Sage (Digitalisat)
- 1855: Rahab. Frauenbild aus der Bibel